# Europeiska unionens delegationer

Stater (blått) i vilka EU (grönt) har delegationer.

Europeiska unionens delegationer är beskickningar som representerar Europeiska unionen i tredjeländer och vid internationella organisationer. Varje delegation leds av en delegationschef, som typiskt sett har samma status som en stats ambassadör. Delegationer öppnas och stängs av Europeiska unionens höga representant för utrikes frågor och säkerhetspolitik, efter samråd med Europeiska unionens råd och Europeiska kommissionen.
All personal i en delegation, inklusive delegationschefen, är underställda den höga representanten. Deras arbete genomförs utifrån instruktioner från den höga representanten eller kommissionen, i de fall det handlar om en fråga som ligger under dess ansvarsområde.